# Txakoli (DO)
Le txakoli ([tʃa.ˈko.li], detxakolin) est un vin blanc produit à partir de raisins verts, ce qui lui donne une certaine acidité. Les variétés cultivées sont la Hondarribi zuri, Hondarribi beltza (cette dernière bien moins répandue) et Munematsa (en Biscaye). Légèrement carbonaté, avec un taux d'alcool entre 10,5º et 12º. La plus grande production est concentrée au Pays basque, principalement dans les entrepôts des localités côtières de Getaria et de Zarautz, les deux appartenant à la Dénomination d'Origine Getariako Txakolina. Ce vin blanc est produit dans les trois provinces de la communauté autonome du Pays basque.

## Production
Il s'agit principalement d'une production de vin blanc, bien que l'on trouve également mais en plus petite quantité des vins rosés et rouges. La couleur du vin blanc est jaune pâle ; en nez il dénote des arômes intenses d'agrumes, d'herbes et de fleurs ; en bouche il est frais, légèrement acide et facile à boire, et doit être servi très frais.
Le Txakoli a longtemps été produit dans des fermes de manière artisanale. Proposé en très petite quantité il est servi en maintenant la bouteille en hauteur. Ni filtré, ni clarifié, ce n'est pas un vin que l'on peut conserver dans le verre pour le boire comme une boisson traditionnelle. Cependant, plusieurs entrepôts ont étudié et amélioré les méthodes de sa production pour obtenir un goût meilleur et de nouveaux arômes, qui lui donnent une saveur très satisfaisante.
Sa production n'est pas très vaste et est consommée principalement au Pays basque, La Rioja, Navarre, Cantabrie et Miranda de Ebro s'étendant peu à peu à d'autres zones grâce à la restauration.

## Histoire

### Préhistoire et antiquité
Dans la région d'Alava, la vinification a une longue tradition qui remonte aussi loin que 760 AD. Les premiers documents sur la vinification du txakoli dans celle de biscaye sont attestés au VIIIe siècle.

### Moyen Âge et Renaissance

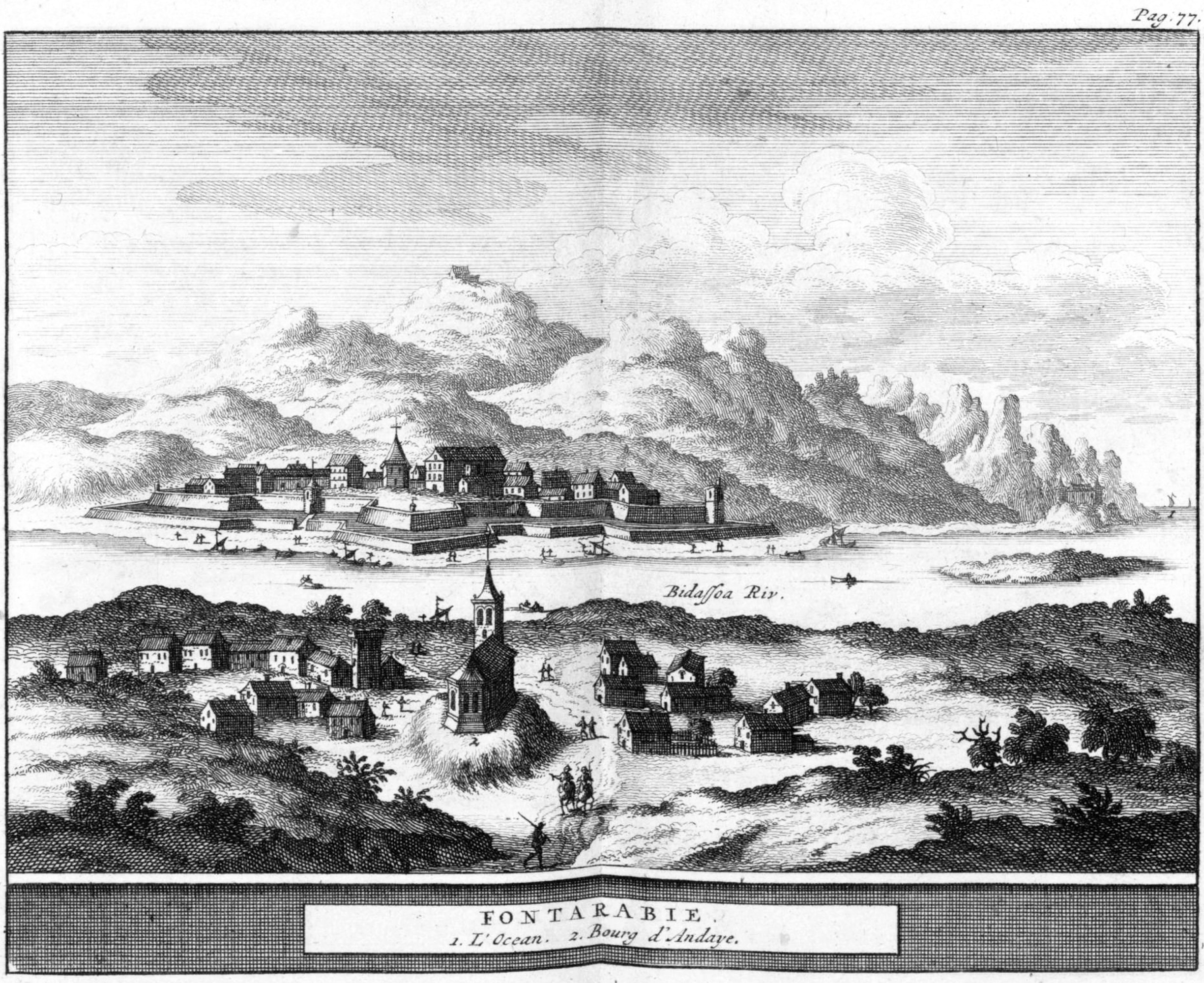
Sur le chemin de Compostelle, Hendaye et Fontarrabie (au premier plan),
Gravure du XVIIe siècle

Tout au long du Moyen Âge, les chemins de pèlerinage de Saint-Jacques-de-Compostelle, qu'ils aient eu comme point de départ Le Puy-en-Velay, Vézelay, Orléans ou Arles, convergeaient vers cette zone. Les moines de l’abbaye de Roncevaux établirent des vignobles avec ces cépages autochtones, du prieuré d’Irouléguy jusqu'à Fontarrabie. On y trouvait déjà des cépages proches du tannat, des mansengs et autres courbus[Lequel ?].
Cette tradition continua tout au cours de la Renaissance. Mais cette période fut loin d'être favorable au vignoble. En 1521, la Navarre fut envahie par les troupes espagnoles et son territoire au sud des Pyrénées fut annexé à l'Espagne, moyennant promesse royale de respecter les fors de Navarre. Et c'est en 1659 que fut signé le traité des Pyrénées à Hendaye qui marqua le rapprochement de l'Espagne et de la France, et la reconnaissance implicite de la frontière au Pays basque, qui sépara définitivement en deux parties la Navarre.

### Période moderne
Ce vignoble était presque en danger de disparition vers le milieu du XIXe siècle. Il le resta jusqu'aux années 1980. Le vin de Txakoli était essentiellement vinifié par chaque propriétaire à la maison et bu presque exclusivement au Pays basque.

### Période contemporaine
À partir de 1994, certaines cuvées de txakoli ont réussi à atteindre les critères de qualité afin d'obtenir la certification de Denominación de Origen . La qualité ayant été améliorée, la diffusion et la demande du produit ont augmenté significativement. Aujourd'hui, il n'est pas rare de voir aux bords des routes la présence de Txakolindegi (lieu où se fabrique et se déguste le txakoli) qui sont aussi populaires que les Sagardotegi (cidrerie).

## Étymologie
Le mot txakoli ou txakolin(a) en basque (pronouncé [tʃakoˈliɲa]) est d'origine basque mais la seule partie évidente est son suffixe. En effet, les produits et, plus fréquemment, les liquides comme par exemple ozpin qui signifie « vinaigre » ont un affixe "in" qui s'ajoute. La racine du mot reste cependant énigmatique quant à son origine étymologique selon Resurreccion Maria Azkue.
En espagnol, il est communément appelé chacolí mais il se trouve le plus souvent sous une forme nominale basquisée au Pays basque et dans sa commercialisation. On écrira plus fréquemment El Txakoli de Bizkaia au lieu de El chacolí de Vizcaya ou El Txakoli de Guetaria

## Situation géographique

### Orographie
La montagne occupe plus de la moitié du pays avec la cordillère Cantabrique qui se prolonge vers Bilbao. Elle est formée d'une succession de massifs : le massif d'Aralar, d'Urbasa et d'Andia.

### Géologie
Les formations géologiques sont très hétérogènes. On rencontre du grès calcaire, des marnes bleues sur la côte des basques, ou du flysh dans la baie de Loya ou à Zumaia.

### Climatologie
Le climat du Pays basque est varié et fortement influencé par l'océan Atlantique. Le littoral bénéficie de l'influence du Gulf Stream, qui donne un climat tempéré et des températures douces. La température annuelle moyenne est de 13 °C. Les vents dominants sont orientés d'ouest en est et amènent des précipitations régulières en hiver. Au sud, en Espagne, des vents du sud appelés localement haize hegoa permettent de réchauffer tout le pays. Les étés restent doux grâce à l'océan. Les pluies sont assez abondantes et tombent très rapidement sous forme d'orages ce qui donne une végétation riche et verte même en été. Vers le sud du Pays basque en Espagne, le climat devient plutôt méditerranéen voire presque continental avec des hivers secs et froids et une végétation plus désertique.
Les txakolis, dans leur grande majorité, proviennent de vignes proches du golfe de Gascogne. Ces zones ont une forte pluviosité (entre 1 000 mm et 1 600 mm de précipitations annuelles en moyenne) et des températures moyennes entre 7,5 °C et 18,7 °C mais, à l'occasion, les vignes peuvent souffrir du gel.

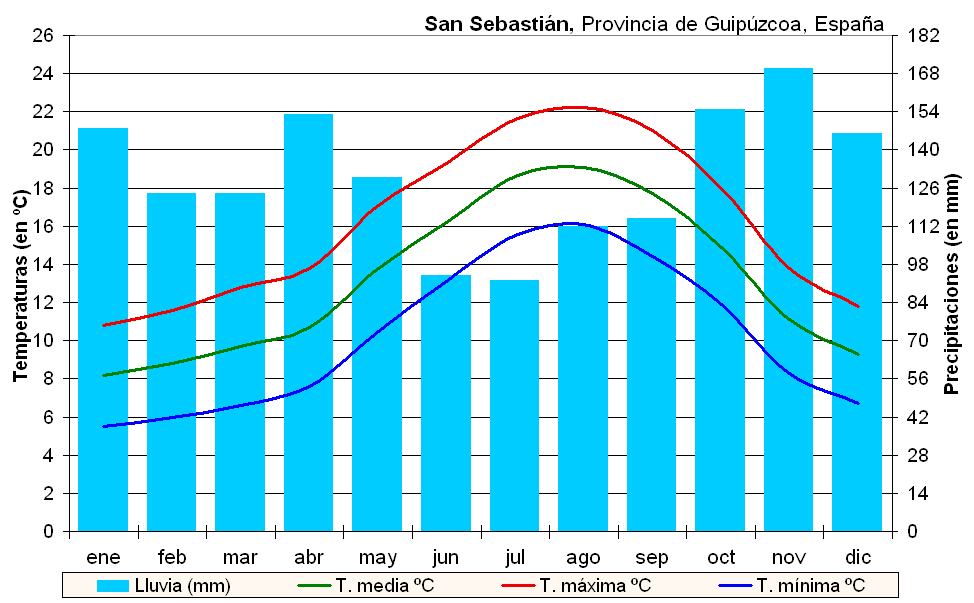
Graphique climatologique du Pays basque (données de Saint-Sébastien)

## Vignoble

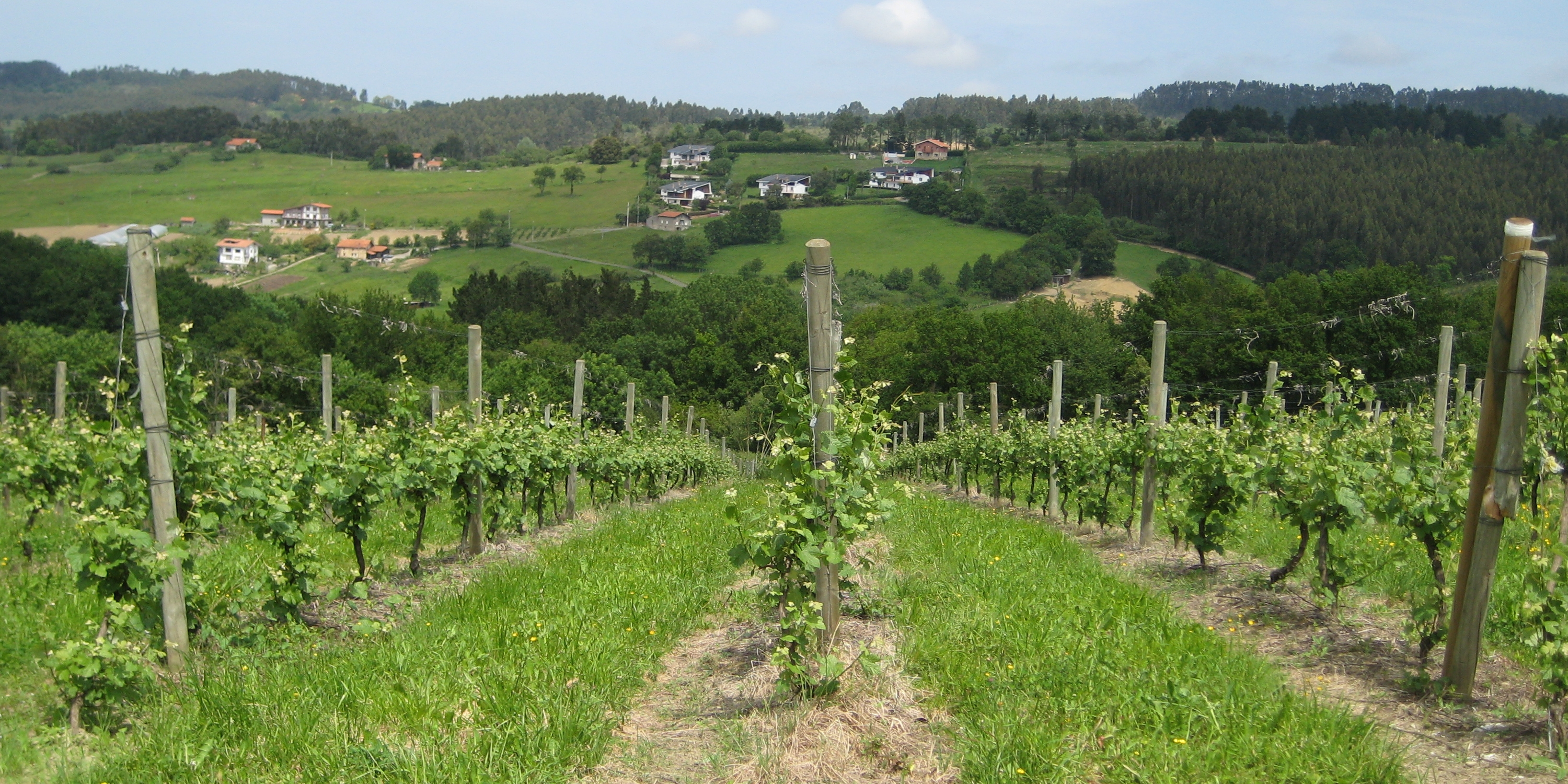
Vignes près d'Erandio

### Présentation
Le vignoble s'étend sur les provinces de Biscaye, Guipuscoa et Alava.

### Encépagement
- Txakoli de Getaria : Hondarribi zuri (Courbu), Hondarribi Zuri Zerratia (Petit Courbu), Izkiriota (Gros Manseng), Riesling et Chardonnay (permis) ; pour le rosé et le rouge, le Hondarribi beltza.
- Txakoli de Biscaye : Hondarribi Beltza, Ondarrabi Zuri Zerratia (Petit Courbu), Mune Mahatsa (Folle Blanche), Izkiriota (Gros Manseng), Izkiriota Ttippia (Petit Manseng), Sauvignon blanc, Riesling, Chardonnay et Hondarribi Zuri
- Txakoli d'Alava : Hondarribi Zuria (« Blanc Hondarribi ») mais d'autres raisins sont également autorisés : Bordeleza Zuria (Folle Blanche), Izkiriota Ttipia (Petit Manseng), Izkiriota (Gros Manseng) et du Courbu

### Méthodes culturales

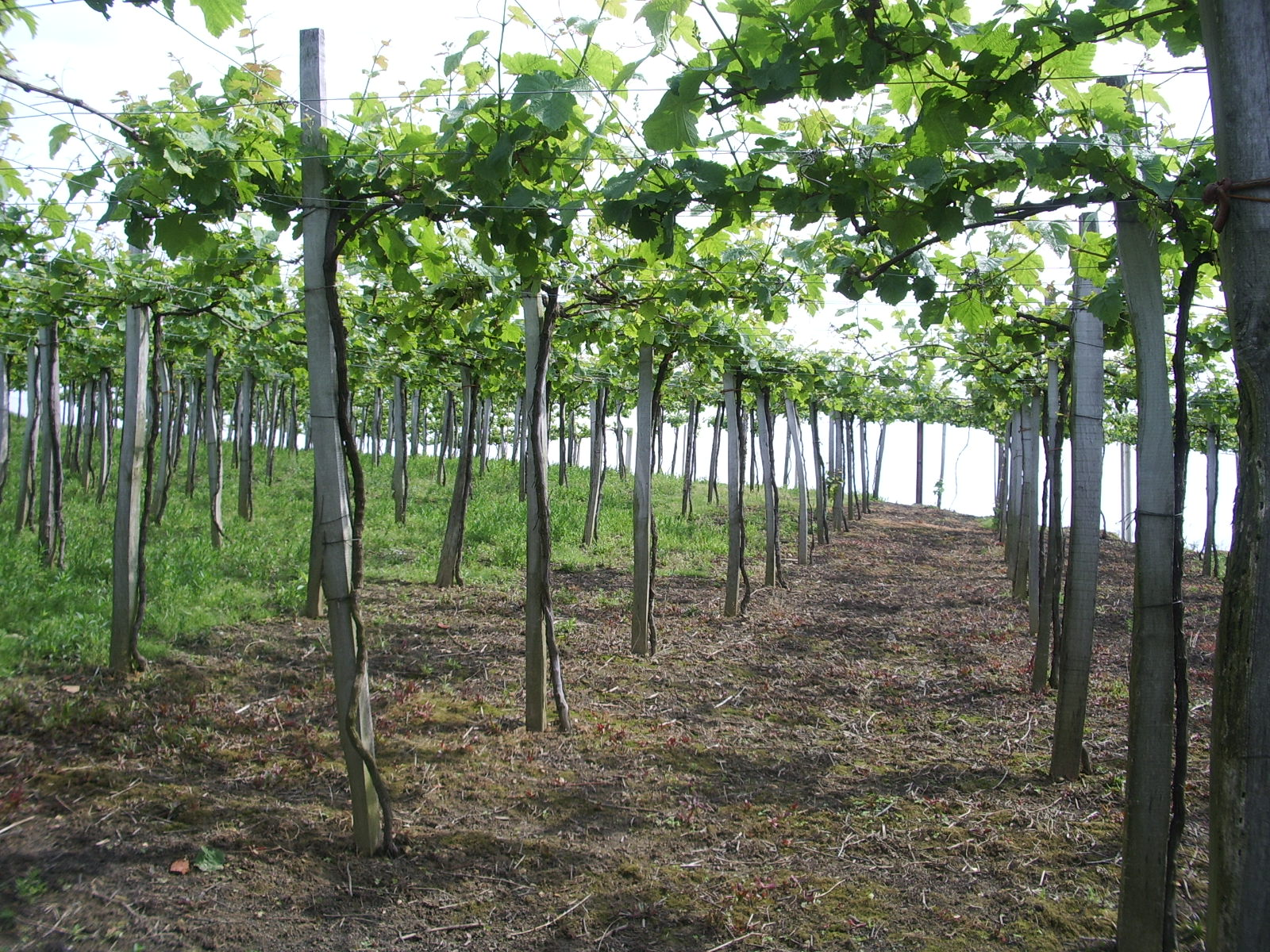
Les vignes en demi-hautains du vignoble de Getariako Txakolina

Les vignes sont conduites en hautains (1, 10 m de haut) et en taille longue. Il y a encore quelques décennies, leur hauteur atteignait entre 1, 50 et 2 mètres dans l’ensemble du Pays basque.

### Vinification et élevage
Le txakoli est traditionnellement élevé en foudres (des grands et très vieux fûts de chêne), mais la plupart du txakoli produit aujourd'hui est fermenté dans des cuves en acier inoxydable.

### Terroir et vins

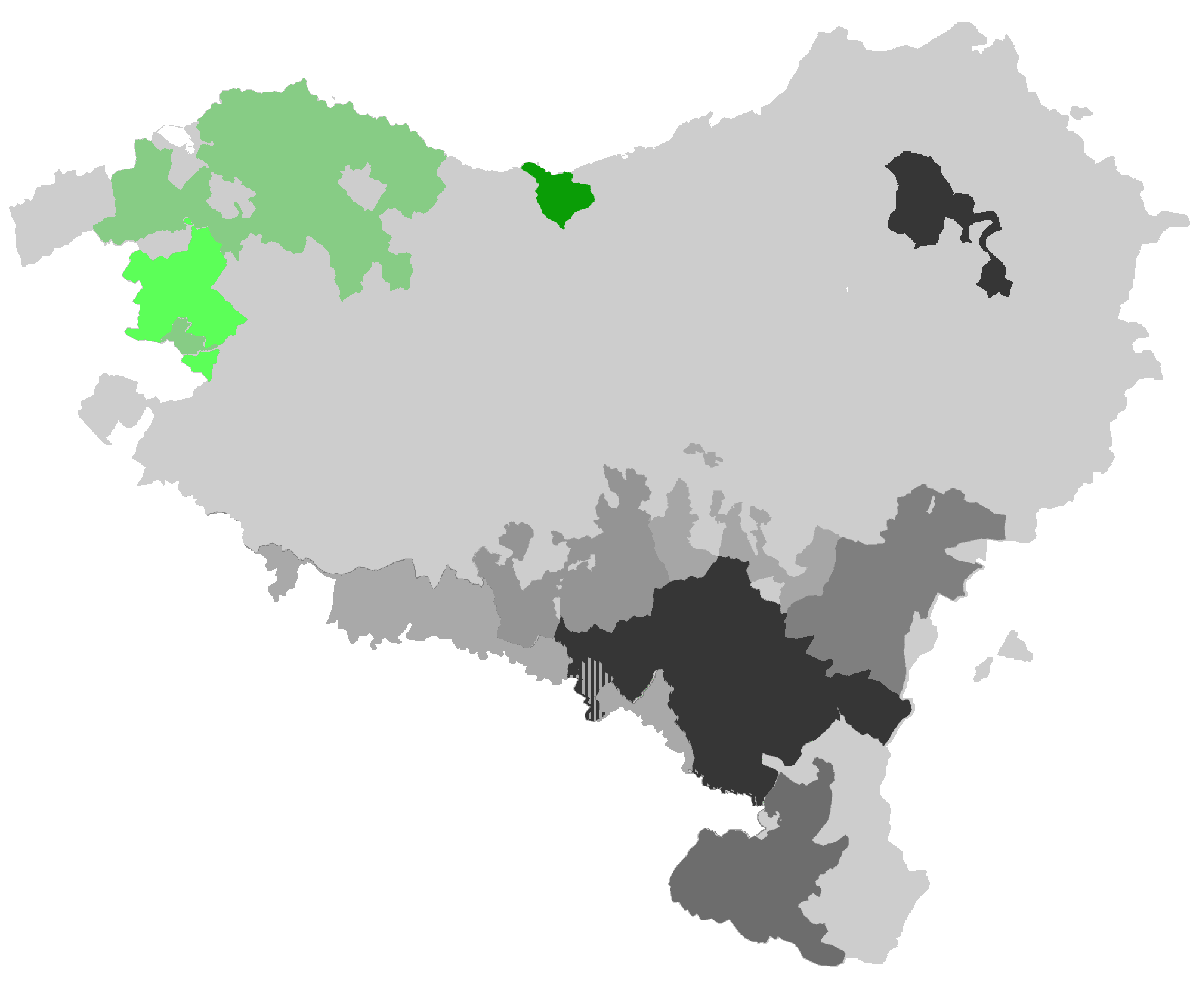
Txakoli d'Alava
Txakoli de Biscaye
Txakoli de Getaria

Il y a trois Txakoli certifiés. Ce vin possède ainsi trois appellations contrôlées :
- D.O. Getariako Txakolina, produits autour de la ville de Getaria dans le Guipuscoa (DO depuis 1990).
- D.O. Bizkaiako Txakolina, produit le long de la côte de Biscaye (DO depuis 1994)
- D.O. Arabako Txakolina, produit dans la province d'Alava, autour de la ville d'Amurrio

- Txakoli de Getaria

Txakoli de Getaria (Getariako Txakolina in Basque, Chacolí de Guetaria en espagnol). Cette variété vient d'une petite région du Guipuscoa autour des municipalités de Getaria, Zarautz et Aia et sa robe est d'une couleur très jaune pouvant aller jusqu'à la couleur verte. Ce fut la première variété de txakoli à recevoir la certification DO en 1989. Bien que la superficie cultivée ait augmenté, passant de 60 ha. à 177 ha. depuis la certification, Txakoli de Getaria reste la plus petite appellation en termes de superficie cultivée. Chaque année, quelque 9 000 hectolitres sont produits principalement sur des pentes orientées sud-est afin de protéger les vignes du mauvais temps venant de l'Atlantique. Contrairement à nombre de vignobles, les ceps de ce txakoli sont cultivés selon un système de treilles ou treillis (appelé Parra en basque). Avec cette méthode, qui rappelle celle des vinhos verdes au Portugal, les vignes sont cultivées à une plus grande hauteur au-dessus du sol, le feuillage continu formant un couvert qui permet d'améliorer le microclimat.
Les types de cépage autorisés pour le blanc sont : Hondarribi zuri (Courbu), Hondarribi Zuri Zerratia (Petit Courbu), Izkiriota (Gros Manseng), Riesling et Chardonnay (permis) ; pour le rosé et le rouge : Hondarribi beltza.
Au cours des dernières années, d'autres communes de la région ont également commencé à produire du txakoli, y compris Orio, Zumaia, Arrasate, Eibar, Mutriku, Deba, Zestoa, Fontarrabie, Villabona, Urnieta, Oñati, Beizama, Zerain et Olaberria.
Le Getariako Txakolina doit arriver prochainement à 30 000 hectolitres annuellement avec l'incorporation des vignobles de Fontarrabie, d'Oñati, d'Arrasate ou de Zumaia. Il y aura 300 hectares et la production augmentera d'un million de litres par an.
- Txakoli d'Alava

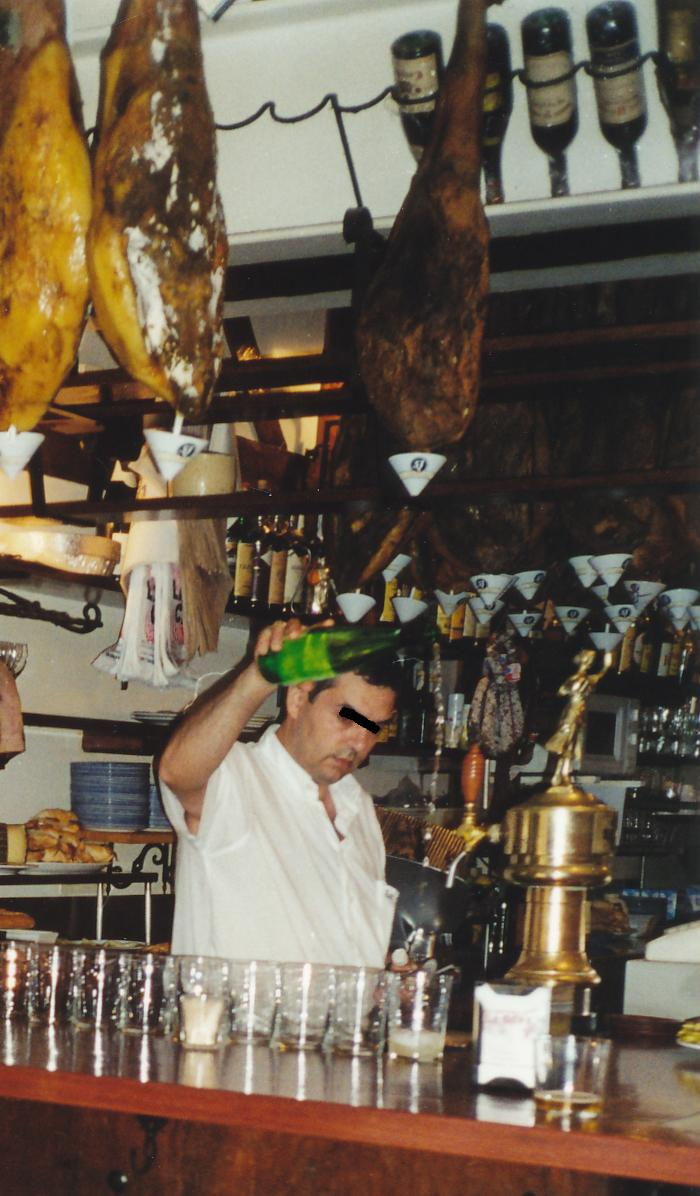
Le txakoli servi à la manière basque

Le txakoli d'Alava (Arabako Txakolina in Basque, Chacolí de Álava en espagnol) est situé à l'extrême nord-ouest de la province d'Alava. Ce txakoli n'a obtenu que très récemment la certification DO, en 2001. Sa robe est couleur jaunâtre, il est très acide et légèrement mousseux. Il est cultivé sur quelque 55 ha autour des villes de Aiara, Amurrio, Artziniega, Laudio et Okondo. À la fin du XXe siècle, les vignes étaient cultivées sur plus de 500 ha, mais il ne restait que 5 ha à la fin du XXe siècle, avant la récente renaissance.
Les raisins les plus couramment utilisés pour ce txakoli sont Hondarribi Zuria (« Blanc Hondarribi ») mais d'autres raisins sont également autorisés : Bordeleza Zuria (Folle Blanche), Izkiriota Ttipia (Petit Manseng), Izkiriota (Gros Manseng) et du Courbu.
- Txakoli de Biscaye

Le txakoli de Biscaye (Bizkaiko Txakolina en basque, Chacolí de Vizcaya en espagnol) est produit dans la plus grande partie de la Biscaye, à l'exception de l'extrême ouest de la province, soit la comarque d'Enkarterri. Ce fut le deuxième txakoli à recevoir la certification DO en 1994.
Il est cultivé sur approximativement 150 ha et dans quatre-vingt-cinq villages et villes de la province avec une production de quelque 7 000 hectolitres chaque année. La qualité du txakoli varie tout comme les conditions microclimatiques.
Les variétés autorisées sont : Hondarribi Beltza, Ondarrabi Zuri Zerratia (Petit Courbu), Mune Mahatsa (Folle Blanche), Izkiriota (Gros Manseng), Izkiriota Ttippia (Petit Manseng), Sauvignon blanc, Riesling, Chardonnay et Hondarribi Zuri.
Historiquement, une autre variété de rouge léger appelée Oilar begi (« œil de poulet ») a également été utilisée. Cette dernière, qui avait presque disparu, fait maintenant un lent retour.
- Chacolí en dehors du Pays basque

Le chacolí était traditionnellement aussi produit dans certaines communes des provinces adjacentes au Pays basque, en particulier dans la région cantabrique de Trasmiera jusqu'à la fin du XIXe siècle. Le chacolí est encore produit en Cantabrie mais sur une échelle très limitée. Il est produit sur la commune de Valle de Mena dans la province de Burgos où des efforts sont faits pour recevoir la certification DO.

### Structure des exploitations
| Txakoli             | Aire (ha) | Producteurs | Entrepôts | Volume (hl) |
| ------------------- | --------- | ----------- | --------- | ----------- |
| Arabako Txakolina   | 60        | 13          | 1         | 2400        |
| Bizkaiko Txakolina  | 255       | 254         | 73        | 9585,71     |
| Getariako Txakolina | 180 *     | 40          | 17        | 10000 *     |

### Type de vins et gastronomie

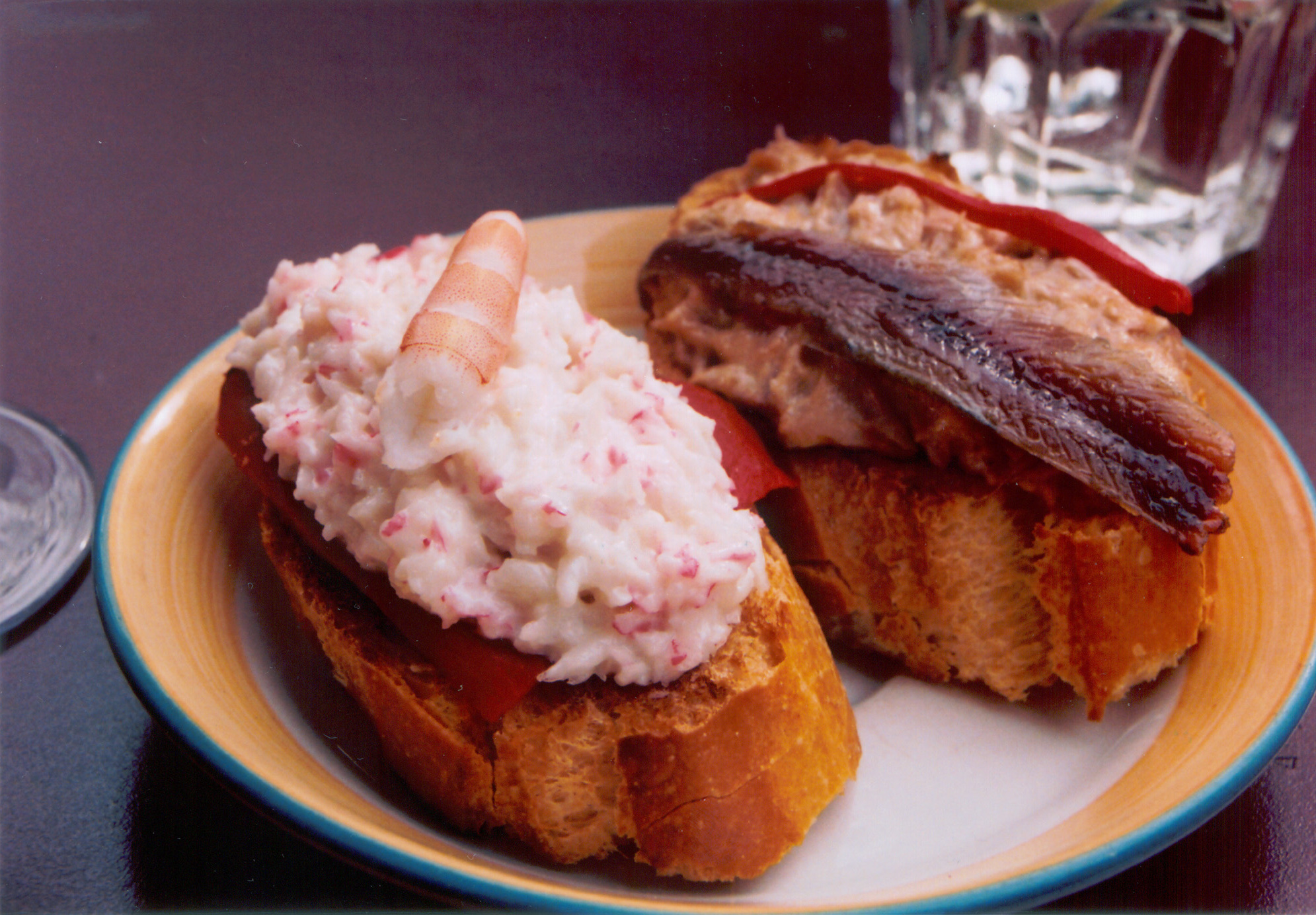
Pintxo

Il est normalement servi à l'apéritif et peut être bu dans l'année de mise en bouteille car il ne peut pas être stocké pendant de plus longues périodes. La variété la plus commune est d'un vert pâle mais les variétés rouges et rosés existent aussi. Lorsqu'il est prêt, il est normalement versé dans de grands verres à pied, souvent aujourd'hui en accompagnement de pintxos. Il a généralement un degré d'alcool situé entre 9.5 % et 11.5 %.

### Commercialisation
Il est à signaler que des producteurs commercialisent leurs vins directement sur Internet
Le Palais de Mendibile du XVIIIe siècle, situé à Leioa près de Bilbao abrite aujourd'hui un musée consacré au txakoli, le museo del txakoli-txakolinaren museoa, qui explique l'histoire de ce vin et possède une grande collection du matériel œnologique utilisé pour sa fabrication.

### Sources et bibliographie
- (es) Cet article est partiellement ou en totalité issu de l’article de Wikipédia en espagnol intitulé « Chacolí » (voir la liste des auteurs).
- John Radford, The New Spain, Éd. Mitchell Beazley, 2004, 224 p. (ISBN 978-1-84000-928-6 et 1-84000-928-4)
- (en) Jeremy Watson, The New and Classical wines of Spain, Barcelone, Montagud Editores Barcelona, 2002, 440 p. (ISBN 978-84-7212-087-7 et 84-7212-087-2)